# Enrico Tamberlick

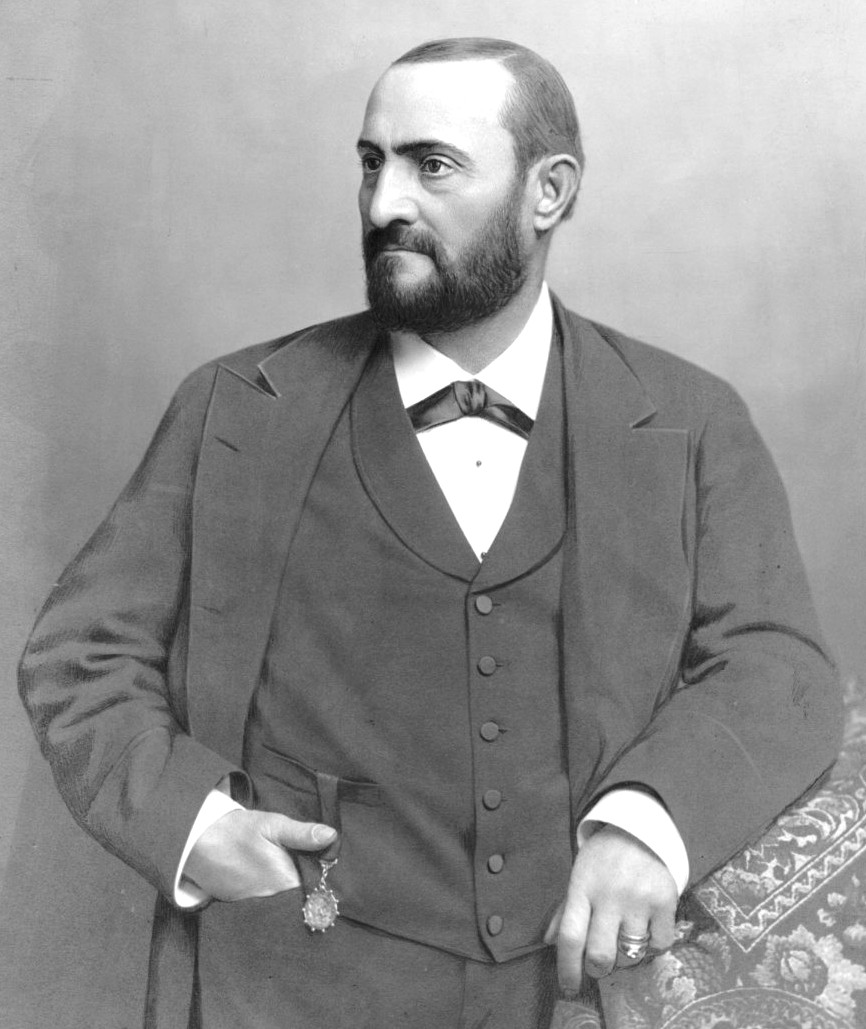
Enrico Tamberlick.

Enrico Tamberlick (även Tamberlik), född den 16 mars 1820 i Rom, död den 13 mars 1889 i Paris, var en italiensk operasångare.
Tamberlick debuterade 1841 i Neapel med stor framgång och sjöng sedermera i Lissabon, Madrid, Paris, London och Sankt Petersburg samt i Nord- och Sydamerika. Han hade en praktfull tenor, rik i ton och volym, men använde ett ständigt vibratomaner. Till hans repertoar hörde bland annat titelrollerna i Ernani och Trubaduren, hertigen i Rigoletto, Ottavio i Don Juan, Faust i Gounods opera och Florestan i Fidelio.